# العارف (فلم)
العارف هو فيلم أكشن مصري صدر سنة 2021، من إخراج أحمد علاء الديب، وتأليف محمد سيد بشير، وإنتاج تامر مرسي، ومن بطولة أحمد عز، وأحمد فهمي، ومصطفى خاطر، ومحمود حميدة، وكارمن بصيبص، وركين سعد. تدور الأحداث حول هاكر محترف يتم تجنيده من قبل جهة أمنية حساسة للتصدي لهجمات إلكترونية إرهابية خطيرة تهدد الأمن القومي للبلاد.

## القصة
يونس عبد الحميد، خبير في تكنولوجيا المعلومات، كان يعمل هاكرًا يفضح رجال الأعمال الفاسدين ويبتزهم، إلى أن تم القبض عليه على يد الضابط مراد، الذي رأى فيه عنصرًا يمكن الاستفادة منه في حرب المعلومات، فضمّه إلى فريقه بعد تدريبه بدنيًا وعسكريًا. سرعان ما ظهرت جماعة إلكترونية إرهابية تُدعى «مجموعة العشرة» بقيادة راضي الحسيني، فاتخذت من مصنع مهجور مقرًا لها، ونجح يونس في مداهمته مع فريق أمني، حيث قُتل جميع أفرادها، بمن فيهم راضي – على ما يبدو – قبل أن ينفجر المصنع.
كان يونس متزوجًا من ريم وله ابنة تُدعى فريدة، لكن حياته انقلبت بعد أن فجّر الإرهابيون منزله انتقامًا منه، فقتلوا والدي زوجته. نتيجة لذلك، انفصل عن ريم وابتعد عن العمل الأمني. لاحقًا، ظهرت اختراقات استهدفت ملفات حساسة تتعلق بمواقع صواريخ أرض-جو أخفاها نظام القذافي، وكانت إحدى المنظمات الإرهابية تسعى للوصول إليها بقيادة أبو أنس، الذي اتضح أنه يتعاون مع راضي – الذي لم يمت، بل غيّر هويته إلى “غازي الأسعدي”. أعيد استدعاء يونس للمهمة، ووافق بعد أن علم بحقيقة راضي، مدفوعًا برغبة في الانتقام.
قادته التحقيقات إلى بلغاريا، حيث اكتشف أن مصدر الاختراق موظف في أحد البنوك. وبعد مطاردة فاشلة انتهت بمقتل الموظف، ظهرت فتاة تُدعى مايا، كانت تعمل سابقًا مع الاستخبارات السورية، وسرقت حاسوبه المحمول. تعرّف عليها يونس وتحالفا سويًا، ليكتشفا مقر المنظمة الإرهابية ويخترقا بياناتها. لكن راضي نصب له فخًا وكاد أن يقتله بلغم أرضي، قبل أن تنقذه مايا. عاد يونس إلى مصر بالمعلومات، لكنه اكتشف أنها محمّلة بفيروس دمّر أنظمة الدولة، مما أدى إلى إقصائه من جديد.
بعد اغتيال مراد ومحاولة اغتيال يونس، تم استدعاؤه مجددًا لتعقّب الضابط الليبي الذي اختطفته المنظمة في إيطاليا. أصيب خلال المطاردة، والتقى بمايا مجددًا، فساعدته في التماثل للشفاء واستكمال مهمته، قبل أن يتم القبض عليهما من طرف راضي، الذي قيدهما وألقاهما في الماء، فماتت مايا بينما نجا يونس بأعجوبة. عرف لاحقًا أن نصف خريطة موقع الصواريخ أصبح بيد راضي، والنصف الآخر لدى ضابط ليبي يعيش في ماليزيا، سلّمها خوفًا على ابنه الذي كان يدرس في مصر.
تعاون يونس مع عنصر مصري يعمل طاهيًا في فندق، وتمكّنا من الوصول إلى راضي وقتله، لكن المعلومات وصلت بالفعل إلى أبو أنس، الذي تسلل إلى داخل الحدود المصرية محمّلًا بالصواريخ. رصدته الأجهزة الأمنية المصرية، وشنّت غارة جوية ناجحة دمّرت رتل السيارات، وأفشلت المخطط الإرهابي في اللحظة الأخيرة.

## طاقم التمثيل
- أحمد عز بدور يونس
- أحمد فهمي بدور راضي
- محمود حميدة بدور مراد
- كارمن بصيبص بدور مايا
- مصطفى خاطر بدور أسعد
- أحمد خالد صالح بدور ضابط المخابرات المصرية
- ركين سعد بدور ريم
- محمد ممدوح بدور علي
- باسم قهار بدور نصير الأحمدي
- حازم إيهاب بدور  مصطفى
- كنزي رماح بدور فريدة

## الإنتاج
صور الفيلم في أربعة دول مختلفة هي مصر، وإيطاليا، وبلغاريا، وماليزيا، ووصفته الشركة المنتجة بأنه الأضخم إنتاجًا في السينما المصرية. استعانت الشركة المنتجة بأربعة مصممين أكشن عالميين لتنفيذ المشاهد الخطيرة. انتهى تصوير الفيلم في ماليزيا، بعد فترة تصوير استغرقت 10 أيام كاملة وجمعت بين بطلي العمل أحمد عز، وأحمد فهمي، ومحمد ممدوح الذي يشارك كضيف شرف، ليعود فريق العمل إلى القاهرة، ويبدأ بعد ذلك المخرج أحمد علاء الديب في عمليات المونتاج والمكساج. كان الفيلم يحمل اسم يونس إلا إنه بعد ذلك تقرر تغييره ليصبح العارف.

## التسويق
طرحت شركة سينرجي للإنتاج الفني الإعلان التشويقي الأول للفيلم بمختلف دور العرض السينمائية، وذلك قبل طرحه في فبراير 2020 على اليوتيوب ومواقع التواصل الاجتماعي. وظهر في الإعلان مشاهد أكشن وانقلاب سيارات وإطلاق رصاص.
حقق فيلم «العارف» للنجم أحمد عز، إيرادات بلغت مليونًا و 606 آلاف جنيه، في شباك التذاكر، لتصل حصيلة إيرادات الفيلم إلى 31 مليونًا و 150 ألف جنيه حصدها في 12 يوم عرض، حيث انطلق في دور العرض يوم 14 من شهر يوليو عام 2021.

## الإطلاق
تم تأجيل إصدار الفيلم بدور العرض إلى 14 يوليو 2021 بسبب جائحة فيروس كورونا 2019–20.

## وصلات خارجية
- العارف على موقع IMDb (الإنجليزية)
- العارف على موقع الدهليز
- العارف على موقع قاعدة بيانات الأفلام العربية
- العارف على موقع قاعدة بيانات الفيلم (الإنجليزية)
- العارف على موقع ليتربوكسد (الإنجليزية)
- العارف على موقع كينوبويسك (الروسية)